# Line-Sharing
Line-Sharing, oder auch Leitungsteilung, bezeichnet ein Verfahren, mit dem herkömmliche Festnetz-Dienste (Analoganschluss/ISDN) und ADSL-basierte Datendienste von unterschiedlichen Anbietern über dieselbe Teilnehmeranschlussleitung (TAL) angeboten werden können.
Mit Line-Sharing wird die Letzte Meile des Telefonnetzes auch für diejenigen Wettbewerber entbündelt, die ausschließlich Datendienste anbieten möchten. Beim Line-Sharing wird einem alternativen Anbieter nicht wie bei der vollständigen Entbündelung die Anschlussleitung komplett zur Verfügung gestellt, sondern die Leitung wird in Frequenzbänder aufgeteilt. Line-Sharing wird deshalb auch als Frequenzentbündelung bezeichnet.

## Technik
Die Teilnehmeranschlussleitung endet im Regelfall am Hauptverteiler der Ortsvermittlungsstellen, die von etablierten Netzbetreibern wie der Deutschen Telekom AG (DTAG) betrieben werden. Einige alternative Netzbetreiber wie Arcor oder Versatel besitzen eigene Ortsvermittlungsstellen für Sprachdienste; andere alternative Netzbetreiber wie Telefónica oder QSC besitzen reine Datennetze mit DSLAMs zum Anschluss der Endkunden via DSL-Technik.
Will ein Kunde zu einem Anbieter mit eigenen herkömmlichen Ortsvermittlungsstellen wechseln, kann die Anschlussleitung einfach umgeklemmt werden, so dass sie dann zu einer Vermittlungsstelle des neuen Anbieters führt. Dieses Umklemmen wird als „Entbündelung“ der TAL bezeichnet. Will der Kunde aber die Sprachdienste vom etablierten Anbieter beziehen, den breitbandigen Internetzugang aber von einem alternativen Anbieter, so ist Line-Sharing eine der Möglichkeiten für die technische Umsetzung. In diesem Fall muss der alternative Anbieter die ADSL-Anschlüsse über einen eigenen DSLAM bereitstellen, der dann die ADSL-Verbindung des Kunden abschließt.
Da die Investitions- und Unterhaltungskosten der TAL bereits in die Grundgebühr des Telefonanschlusses beim etablierten Betreiber eingepreist sind, reduziert sich die Leitungsmiete für die alternativen Anbieter beim Line-Sharing auf die Kosten, die der etablierte Anbieter durch die Einrichtung der Frequenzentbündelung zusätzlich hat.
Seitdem das Line-Sharing Mitte 2005 in Deutschland zu marktgerecht regulierten Konditionen zur Verfügung steht, wird es auch zunehmend eingesetzt (technisch insbesondere durch Telefónica realisiert und über die 1&1 Internet AG, freenet.de und AOL vermarktet). Zuvor nutzten alle Wettbewerber, die alternativ zur Deutschen Telekom eigene DSL-Anschlüsse anbieten wollten, fast ausschließlich die vollständig entbündelte Teilnehmeranschlussleitung, über die auch der klassische Telefondienst selbst angeboten wird.
Anbieter, die ausschließlich den Breitband-Internetzugang anbieten und das Angebot der klassischen Sprachtelefonie dem etablierten Betreiber überlassen, nutzen anstelle des Line-Sharing oder zusätzlich zum Line-Sharing auch die Vermarktung von T-DSL-Resale-Anschlüssen. Für die Anbieter hat dies den Vorteil, dass dazu keine Investitionen in eigene DSLAMs und Kollokation getätigt werden müssen, was aufgrund der hohen Fixkosten und der geringen Netzdichte des TAL-Netzes in dünn besiedelten Gebieten nicht wirtschaftlich ist.

## Line-Sharing-Regulierung in Deutschland
In Deutschland standen die Bundesregierung und der Regulierer Line-Sharing bereits seit dessen geplanter Implementierung durch die EU skeptisch gegenüber, da sie dadurch erhebliche Wettbewerbsnachteile der Deutschen Telekom gegenüber der bestehenden Entbündelung der gesamten Teilnehmeranschlussleitung befürchteten. Die entsprechende als unmittelbar nationalstaatliches Recht geltende EU-Line-Sharing-Verordnung (EG) 2887/2000 trat zum 1. Januar 2001 in Kraft.
Die Umsetzung durch den nationalen Regulierer gestaltete sich im Weiteren jedoch als langwierig. Ende März 2001 wurde zwar eine Regulierungsverfügung erlassen mit der Maßgabe an die Deutsche Telekom, „innerhalb von zwei Monaten diskriminierungsfrei“ ein Line-Sharing-Standardvertragsangebot vorzulegen; im Weiteren wurde die Umsetzung dieser Verpflichtung vom Regulierer jedoch nur zögerlich vorangetrieben, weshalb sich die EU wiederholt und unter Androhung von Vertragsverletzungsverfahren gegen die Bundesrepublik gezwungen sah, in das Regulierungsverfahren einzugreifen.
Ein im europäischen Maßstab marktgerechtes Line-Sharing-Vertragsangebot ohne Preis-Kosten-Schere lag daher erst im April 2004 vor, wobei die längerfristige Investitionssicherheit für die Nachfrager von Line-Sharing erst seit der Linesharing-Entscheidung der Bundesnetzagentur im August 2005 gegeben ist, nachdem die Telekom noch im Frühjahr 2005 versuchte, entgegen ihrer Vereinbarung mit der EU-Kommission die Linesharing-Entgelte abermals drastisch zu erhöhen. Infolge dieser längerfristigen Investitionssicherheit begann schließlich Telefónica, die Vorleistung in größerem Umfang nachzufragen. 2007 wird Telefonica nach eigenen Angaben auf Line-Sharing basierende DSL-Anschlüsse mit einer Bevölkerungsabdeckung von etwa 60 % in Deutschland anbieten können.